# Niviventer cremoriventer kina
Niviventer cremoriventer kina is een ondersoort van het knaagdier Niviventer cremoriventer die voorkomt op Borneo.
Deze ondersoort is vrij klein, maar dat kan komen doordat er relatief veel jonge dieren van bekend zijn. De vorm van de ossa nasalia verschilt van die van andere soorten. De staartkleur varieert van volledig donkerbruin tot donkerbruin van boven en lichtbruin of zelfs wit van onder. Dieren gevangen op de eilanden rondom Borneo zijn iets groter dan die uit het vasteland.